# Challenger de Winnipeg 2022
El Challenger de Winnipeg 2022 fue un torneo de tenis profesional que se jugó sobre pista dura al aire libre. Fue la edición número 5 del torneo y formó parte del ATP Challenger Tour 2022. Tuvo lugar en Winnipeg, Manitoba entre el 25 y el 31 de julio de 2022.

## Participantes del cuadro individual

### Cabezas de serie
| Cabeza de serie | País                        | Jugador                 | Ranking | Resultado en el torneo  |
| --------------- | --------------------------- | ----------------------- | ------- | ----------------------- |
| 1               | Bandera del Reino Unido     | Liam Broady             | 133     | Cuartos de final        |
| 2               | Bandera de Ecuador          | Emilio Gómez            | 138     | CAMPEÓN                 |
| 3               | Bandera de Canadá           | Vasek Pospisil          | 139     | Primera ronda, retirado |
| 4               | Bandera de Estados Unidos   | Michael Mmoh            | 162     | Primera ronda           |
| 5               | Bandera de Japón            | Kaichi Uchida           | 172     | Segunda ronda           |
| 6               | Bandera de China Taipéi     | Wu Tung-Lin             | 179     | Segunda ronda           |
| 7               | Bandera de los Países Bajos | Gijs Brouwer            | 201     | Segunda ronda           |
| 8               | Bandera de Argentina        | Genaro Alberto Olivieri | 209     | Cuartos de final        |

- Ranking del 18 de julio de 2022[2]

### Otros participantes
Los siguientes jugadores recibieron una invitación para el cuadro principal:
- Gabriel Diallo
- Liam Draxl
- Jades Weekes

Los siguientes jugadores ingresaron al cuadro principal mediante la fase previa:
- Juan Carlos Aguilar Peña
- Alafi Ayena
- Kyle Edmund
- Govind Nanda
- Zachary Svajda
- Evan Zhu

## Campeones

### Inidividual
- Emilio Gómez derrotó en la final a  Alexis Galarneau 6-3, 7-6

### Dobles
- Kelsey Stevenson /  Billy Harris derrotaron en la final a  John-Patrick Smith /  Max Schnur. 2–6, 7–6, [10–8]